# Забугорье
Забугорье — село в Верхнехавском районе Воронежской области.
Входит в состав Парижскокоммунского сельского поселения.

## География
Село состоит из 3 улиц :
- Улица Набережная
- Улица Чехова
- Улица Школьная

## История
Забугорье раньше называлось селом Забугорским, название свое получило из-за многочисленных курганов эпохи бронзы, окружающих село.

### Забугорская школа.
В начале XX века в забугорье была открыта школа. В разное время школа имела статус 4-летней, 7-летней и 8-летней. Это было связано с изменениями, которые происходили в системе образования нашей страны в середине XX века. В начале 70-х годов XX века Забугорская школа прекратила свое существование, так как количество учащихся сокращалось, учителя не могли работать в малокомплектной школе и вести почти все предметы. Теперь дети школьного возраста посещали школу в селе Парижская Коммуна. Произошло это в 1972 г.

## Население
| 1859 | 2000 | 2005 | 2010 |
| ---- | ---- | ---- | ---- |
| 347  | ↘74  | ↘63  | ↘48  |